# Прворођени
Прворођени (енгл. Firstborn) је роман из 2007. који су написали Стивен Бакстер и Артур Кларк, и трећа је књига у серији Временска одисеја поред Ока времена (прва књига) и Олује са Сунца (друга књига).

## Радња
У Кларковој Временској одисеји се помињу Прворођени, прва интелигентна бића која су започела бескрајну мисију регулисања свесног живота у космосу, не би ли спречили друга бића да користе превише његове енергије. Прворођени су стари колико и сам свемир. Они верују да би то одложило неизбежну Топлотну смрт свемира таман толико да им омогући да направе план да из њега побегну. Људска раса је највећа претња њиховом пројекту, с обзиром на њихов убрзани развој и тенденцију људи ка самоуништењу (што би значило да је развој људи био узалудан). У овој књизи Прворођени нападају Земљу К-бомбом, квантном бомбом напредног космолошког оружја. Земљани сазнају да нису једини облици интелигентног живота који су Прворођени напали и уништили.

### Место радње
- Земља
- Мир
- Марс

Током расплета смењују се места догађања. Мир је вештачка творевина исечака Земље из различитих времена који је радња првог дела Око времена Временске одисеје.

## Ликови
- Бизеза Дат
- Мира Дат
- Бела Фингал
- Една Фингал
- Јури
- Илицијус Блум
- Натанијел Гроув

Појављују се ликови из прве две књиге Временске одисеје, као и нови ликови.